# Comunicación técnica
La comunicación técnica  es el proceso de la transmisión de información técnica por medio de la escritura, el habla y otros medios de comunicación a un público específico. La información es útil si el público a quien va dirigida puede realizar una acción o tomar una decisión basada en esta. Los comunicadores técnicos suelen trabajar en colaboración para crear productos para diversos medios de comunicación, incluyendo el papel, el vídeo e Internet. Los productos incluyen ayuda en línea, manuales de usuario, manuales técnicos, informes detallados, especificaciones o tarjetas de referencia, hojas de datos, revistas, patentes, capacitación y documentos de negocios.

## Historia
Erónicas y aeroespaciales. En 1953, dos organizaciones interesadas en mejorar la práctica de la comunicación técnica fueron fundadas en la costa este de los Estados Unidos:la Sociedad de redactores técnicos, y la Asociación de Editores y escritores técnicos. Estas organizaciones se fusionaron en 1957 para formar la Sociedad de Escritores y Editores Técnicos, un predecesor de la actual Sociedad para la Comunicación Técnica.

## Creación de contenidos

### Determinación de propósito y de la audiencia
Toda comunicación técnica se hace con un fin particular en mente. El propósito es generalmente facilitar la comunicación de ideas y de conceptos a la audiencia, pero en algunas ocasiones para dirigir a la audiencia en una línea de conducta particular. La importancia de la audiencia es en la noción del significado que es derivado de la interpretación de la audiencia en una parte del trabajo. El propósito puede ser algo tan simple como hacer que la audiencia entiendan los detalles de un cierto sistema tecnológico, o tomar medidas particulares usando ese sistema. Por ejemplo, si los trabajadores en un banco no fijaran correctamente depósitos a las cuentas, alguien escribiría el procedimiento así que estos trabajadores pudieron tener el procedimiento correcto. Del mismo modo, un gerente de ventas pudiera preguntarse cuáles de estos dos sitios serían una opción más apropiada para un nuevo almacén, así que él pediría que alguien estudiara el mercado y que escribiera un informe con las recomendaciones. El gerente de ventas distribuiría el informe a todos las partes implicados en tomar esa decisión. En cada uno de estos casos, la persona que está escribiendo está transfiriendo conocimiento de la persona que sabe a la persona que necesita saber. Esta es la definición básica de la comunicación técnica.

### Tipos de escritura técnica
La forma más de uso general de comunicación técnica es la escritura técnica. Algunos ejemplos de escritura técnica son: ofertas de proyecto, notas persuasivas, manuales técnicos, y las guías de usuarios. Una guía de usuario para un dispositivo electrónico incluye típicamente diagramas junto con explicaciones textuales detalladas. El propósito debe servir como meta que el escritor se esfuerza hacia en la escritura.
La identificación de la audiencia afecta a muchos aspectos de la comunicación, del uso de la selección de palabras y de los gráficos para diseñar y de la organización. Una audiencia no técnica no pudo entender, mientras que una audiencia técnica pudo anhelar el detalle adicional porque es crítico para su trabajo. Las audiencias ocupadas no tienen tiempo para leer un documento entero, así que el contenido se debe organizar para la facilidad de la búsqueda, por ejemplo por la inclusión frecuente de los jefes, el espacio blanco y otras señales que dirigen la atención. Otros requisitos varían en las necesidades de la audiencia particular.
Ejemplos
- En el gobierno: La comunicación técnica en el gobierno es muy particular y detallada. Dependiendo del segmento particular del gobierno (y sin mencionar el país particular), el componente del gobierno debe seguir especificaciones distintas.
- En el Ejército de los Estados Unidos se utiliza Milipulgada-espec. (Especificación militar). Se pone al día continuamente y las comunicaciones técnicas (bajo la forma de manuales técnicos, manuales técnicos electrónicos interactivos, boletines técnicos, etc.) se deben poner al día también.

### Adquiriendo información
El paso siguiente es recoger la información necesaria para lograr el propósito indicado. La información se puede recoger con la investigación primaria, donde el comunicador técnico conduce la investigación de primera mano, y la investigación secundaria, donde el trabajo publicado por otra persona se utiliza como fuente de información. El comunicador técnico debe reconocer todas las fuentes usadas para producir su trabajo. Para asegurarse de que esto esté hecho, el comunicador técnico debe distinguir citas, las paráfrasis, y los resúmenes al tomar notas.
Ejemplos:
En el gobierno: La comunicación técnica en el gobierno es muy particular y detallada. Dependiendo del segmento particular del gobierno (y sin mencionar el país particular), el componente del gobierno debe seguir especificaciones distintas.
En el Ejército de los Estados Unidos se utiliza Milipulgada-espec. (Especificación militar). Se pone al día continuamente y las comunicaciones técnicas (bajo la forma de manuales técnicos, manuales técnicos electrónicos interactivos, boletines técnicos, etc.) se deben poner al día también.

### Organizando y resumiendo la información
Antes de escribir el proyecto inicial, todas las ideas se organizan de una manera que haga que los documentos fluyan bien. Una buena manera de hacer esto es escribir todos los pensamientos al azar en un papel, y entonces circular todas las secciones principales, conectar las secciones principales con las ideas favorables con las líneas, y suprimir todo el material inútil.chus
Una vez que se organiza cada idea, el escritor puede entonces organizar el documento en conjunto. Esto se puede lograr de diversas maneras:
- Cronológico: Esto se utiliza para los documentos que implican un proceso linear, tal como una guía gradual que describe cómo lograr algo.
- Partes de un objeto: Utilizado para los documentos que describen las partes de un objeto, tales como un gráfico que muestra las piezas de un ordenador (teclado, monitor, ratón, etc.)
- De lo simple a lo complejo (o viceversa): Comienza con las ideas de fácil comprensión, y gradualmente va profundizando en ideas más complejas.
- De lo específico a lo general: Se comienza con muchas ideas, y entonces se organizan las ideas en subcategorías.
- De lo general a lo específico: Comienza con muchas ideas, y entonces profundiza más.

Una vez que se organiza el documento entero, es una buena idea crear un esquema final, que mostrará todas las ideas en un documento de fácil comprensión. Crear un esquema hace el proceso entero de la escritura mucho más fácil y ahorrará el tiempo del autor.

### Corregir el estilo
El buen estilo hace la escritura más interesante, apelante, o legible. Algunos cambios son realizados opcionalmente, no para la corrección, y pueden incluir:
- Párrafos acortados.
- Cambio de párrafos.
- Oraciones cambiantes de voz pasiva a una voz activa.
- Frases acortadas.
- Definición de la terminología.
- Adición de títulos, listas, gráficos.

### Corregir el contexto
La determinación de la cantidad necesaria de contexto es importante. Se necesita tener un equilibrio entre la exuberancia, que puede llevar a la audiencia a tomar el significado adicional involuntario del texto, y la brevedad, que puede dejar a la audiencia incapaz de interpretar el significado debido a la falta de contexto.

## La escritura del primer borrador
Después de que el esquema es completado, el siguiente paso es escribir el primer borrador. El objetivo es anotar las ideas del borrador lo más breve posible. El escritor debe iniciar con la parte que sea más fácil para el, y escribir el resumen solo después de que se elabore la parte principal.
El formato ABC (Parte Principal, Resumen y Conclusión) se puede utilizar cuando se escribe el primer borrador. El resumen describe el tema que va a ser escrito, de manera que el lector conozca lo que el autor va a tratar en el documento. La parte principal o cuerpo es la mayor parte del documento donde los artículos se tratan a profundidad; por último, la sección de conclusiones repite los temas principales del documento.
El formato ABC también se puede aplicar a párrafos individuales, empezando con una oración que indique claramente el tema tratado en el párrafo. Esto es seguido por el tema, y finalmente, el párrafo termina con oración concluyente.

## Revisión y corrección

### Modificación y reorganización de contenidos
Durante este paso, el texto se vuelve a revisar para:
1. Enfocar o elaborar ciertos temas que ameriten más atención.
2. Reducir otras secciones.
3. Hacer cambios en torno a ciertos párrafos, frases o temas completos.